# بلتران كورتيس
بلتران كورتيس (بالإسبانية: Beltrán Cortés Carvajal) هو فلاح كوستاريكي، ولد في 21 نوفمبر 1908 في سانتا باربرا في كوستاريكا، وتوفي في 11 يونيو 1984 بسبب سرطان البروستاتا.